# Trận Uman
Trận Uman là một phần Chiến dịch Barbarossa trong giai đoạn đầu của Chiến tranh Xô-Đức, diễn ra từ ngày 15 tháng 7 đến ngày 10 tháng 8 năm 1941 diễn ra tại thành phố Uman và các khu vực phụ cận ở Tây Nam Ukraina. Trong trận đánh này, các tập đoàn quân 6 (các đơn vị còn lại sau tổn thất lớn ở trận Dubno - Lutsk - Brody) và 12 của quân đội Liên Xô đã bị tập đoàn quân 17, tập đoàn quân xe tăng 1 (Đức), cánh bắc của tập đoàn quân 11 (Đức) và quân Romania cắt rời khỏi chủ lực Phương diện quân Tây Nam và bao vây trong khu vực Uman. Phần lớn quân số bị tiêu diệt và bị bắt làm tù binh sau trận đánh. Mặc dù tập đoàn quân 6 bị tiêu diệt và tan rã nhưng cơ quan chỉ huy và các đơn vị của tập đoàn quân 12 (Liên Xô) đã thành công trong việc thoát khỏi sự bao vây của quân Đức do lực lượng bộ binh Đức không thể hoàn toàn khép vòng vây đối với các đơn vị Xô Viết trong trận đó. Kết quả chiến lược của trận đánh này là toàn bộ sườn phía Nam của Phương diện quân Tây Nam và sườn phía Bắc của Phương diện quân Nam (Liên Xô) bị uy hiếp. Thanh toán được nguy cơ bị đánh vào sườn phía Nam, Cụm tập đoàn quân Nam (Đức) có thể tập trung toàn lực đánh chiếm Kiev và phát triển tấn công trên toàn bộ cánh Nam của mặt trận Xô-Đức.

## Bối cảnh
Trong những tuần lễ đầu tiên của Chiến dịch Barbarossa, Cụm tập đoàn quân Nam (Đức) đã nhanh chóng đánh chiếm Lvov, Ternopol và Vinnytsa, đánh bại 5 quân đoàn cơ giới của Phương diện quân Tây Nam (Liên Xô) trong trận Brody. Do kết quả các trận chặn kích của quân đội Liên Xô trên tuyến Ostroh - Shepetovka - Kiev, quân đội Liên Xô thuộc Phương diện quân Tây Nam đã cản được bước tiến của các tập đoàn quân dã chiến 6, 17 và tập đoàn quân xe tăng 1 (Đức) trước cửa ngõ Kiev. Cánh quân chủ lực của Cụm tập đoàn quân Nam (Đức) đang công kích Kiev luôn bị các tập đoàn quân 6 và 12 của Phương diện quân Tây Nam (Liên Xô) tập kích từ phía Nam. Từ ngày 29 tháng 6 đến ngày 14 tháng 7, nguyên soái Semyon Budyonny tổ chức một số trận phản công với binh lực của các tập đoàn quân 6 và 12 từ phía Nam vào sườn phải của tập đoàn quân 17 và tập đoàn quân xe tăng 1 (Đức). Tập đoàn quân 11 (Đức) phải bận đối phó với các tập đoàn quân 9 và 18 trên hướng Nam, không đủ lực lượng để thanh toán nguy cơ từ phía Nam cụm chiến dịch Kiev. Để thanh toán nguy cơ bị đánh bọc sườn phải và bảo đảm an toàn cho các đơn vị đang tấn công Kiev, Thống chế Đức Gerd von Rundstedt quyết định tạm thời phòng ngự trên hướng Kiev, điều tập đoàn quân xe tăng 1 và tập đoàn quân 17 xuống phía Nam để phối hợp với tập đoàn quân 11 thanh toán nguy cơ này.
Cơ quan tình báo quân sự của Bộ tư lệnh Phương diện quân Tây Nam (Liên Xô) đã chậm phát hiện ý đồ của Cụm tập đoàn quân Nam (Đức). Chỉ đến giữa tháng 7, khi các cánh quân xe tăng Đức đã cắt đứt tuyến đường sắt tại Talnoye, đánh chiếm cây cầu quan trọng tại Gorniy Tikich và Siniukha thì Tổng tư lệnh hướng Tây Nam Semyon Budyonny và Bộ tư lệnh Phương diện quân Tây Nam mới hình dung được nguy cơ lớn đang treo trên đầu hai tập đoàn quân 6 và 12 của họ.

## Quân lực đôi bên
Phần lớn lực lượng của Hồng quân Liên Xô đều đã chịu nhiều thương vong nặng nề và kiệt sức sau khi phải rút chạy trước những đợt không tập dữ dội của lực lượng không quân Đức tại vùng biên giới tiếp giáp Ba Lan. Đặc biệt lực lượng bộ đội tăng thiết giáp bị thiệt hại rất lớn sau trận đấu xe tăng ở Brody, binh lực rút ra được chỉ còn một quân đoàn. Các quân đoàn còn lại đã mất hầu hết xe tăng phải chiến đấu như các đơn vị bộ binh thông thường.
Quân đội phát xít bao gồm Tập đoàn quân thiết giáp số 1 (Đức) - mặc dù cũng chịu nhiều thiệt hại nhưng sức chiến đấu còn khá sung mãn - và các lực lượng bộ binh của Đức và Romania đang hành tiến đến khu vực phía Bắc bán đảo Krym (đây cũng là mục tiêu ban đầu của Cụm Tập đoàn quân Nam) để hội quân với các lực lượng thiết giáp tại đó.
| - Tập đoàn quân số 6 - Quân đoàn bộ binh số 6 (thiếu) Quân đoàn bộ binh số 37 (thiếu) Quân đoàn cơ giới số 4 (bộ phận còn lại) Quân đoàn cơ giới số 15 (bộ phận còn lại) Quân đoàn kỵ binh số 5 (bộ phận còn lại) Sư đoàn bộ binh tăng cường 4 (bộ phận còn lại) Sư đoàn bộ binh tăng cường 6 (bộ phận còn lại) - Tập đoàn quân số 12 Quân đoàn bộ binh số 13 (thiếu) Quân đoàn bộ binh số 17 (thiếu) Quân đoàn cơ giới số 16 (bộ phận còn lại) Sư đoàn bộ binh tăng cường 10 (bộ phận còn lại) Sư đoàn bộ binh tăng cường 11 (bộ phận còn lại) Sư đoàn bộ binh tăng cường 12 (bộ phận còn lại) - Một phần lực lượng của Tập đoàn quân số 18 | - Tập đoàn quân số 6 (Đức Quốc xã): phần lớn binh lực tiếp tục công kích chính diện Kiev, chỉ đưa một phần binh lực tham chiến tại Uman. - Quân đoàn bộ binh 21. - Tập đoàn quân xe tăng số 1 (Đức), phần lớn binh lực tham chiến tại Uman, quân đoàn xe tăng 11 và quân đoàn cơ giới 48 tiếp tục bố trí phía trước Kiev. - Quân đoàn xe tăng 9 - Quân đoàn xe tăng 14 - Quân đoàn xe tăng 15 - Quân đoàn cơ giới 13 - Tập đoàn quân số 17 (Đức), phần lớn binh lực tham chiến tại Uman, các quân đoàn bộ binh 17 và 40 tham chiến trên hướng Odessa. - Quân đoàn bộ binh 3 - Quân đoàn bộ binh 9 - Quân đoàn bộ binh 14 - Quân đoàn bộ binh 34 - Các đơn vị cơ giới Hungary - Sư đoàn cơ giới 1 - Sư đoàn bộ binh 2 - Sư đoàn kỵ binh 1 - Tập đoàn quân số 3 (Romania), 2 sư đoàn bộ binh và 1 sư đoàn kỵ binh tham chiến tại Uman, 2 sư đoàn kỵ binh và 1 sư đoàn bộ binh tham chiến trên hướng Odessa. - Sư đoàn bộ binh 1 - Sư đoàn bộ binh 4 - Sư đoàn kỵ binh 5 - Tập đoàn quân số 11 (Đức), chỉ có một quân đoàn tham gia trận Uman - Quân đoàn bộ binh 42. |

## Diễn biến chiến sự

### Chiến sự trong tháng 7 năm 1941
Ngày 10 tháng 7 năm 1941, Nguyên soái Semyon Budyonny nhận nhiệm vụ Tổng tư lệnh các lực lượng Hồng quân ở hướng Tây Nam, chịu trách nhiệm phối hợp hành động của các Phương diện quân Nam và Tây Nam. Ngay trong ngày 10 tháng 7, ông yêu cầu tướng I. N. Muzychenko, tư lệnh tập đoàn quân 6 tổ chức trận phản kích của quân đoàn cơ giới 4 và cụm cơ giới của tướng S. Ya. Ogursov vào sườn phải của tập đoàn quân xe tăng 1 (Đức) lúc này đã chiếm Berdichev, Zhitomir và đang lao đến Kiev. Trong kế hoạch dự kiến có các đòn đột kích của quân đoàn 49 và các quân đoàn của tập đoàn quân 5 từ phía Bắc xuống để cắt đứt giao thông hậu tuyến của tập đoàn quân xe tăng 1. Tuy nhiên, tập đoàn quân 5 vẫn chưa đến tuyến xuất phát, cuộc tấn công trên cánh bắc của tập đoàn quân 6 đã không được hỗ trợ. Mặc dù cụm quân của S. Ya. Ogursov đã đột nhập được vào Berdichev, quân đoàn cơ giới 4 đã tiến tới ngoại vi phía Nam Chudnov, cắt đứt đường giao thông Novy Miropol (Myropil) - Berdichev nhưng không còn lực lượng dự bị để giữ trận địa đã chiếm được. Ngày 11 tháng 7, quân đoàn cơ giới 48 và quân đoàn xe tăng 11 (Đức) sử dụng sư đoàn xe tăng 3, các sư đoàn cơ giới 25 và 60 tấn công Ivanopol, phía sau quân đoàn cơ giới 4 (Liên Xô), buộc cánh quân này phải bỏ các mục tiêu đã chiếm được và rút lui. Quân đoàn bộ binh 49 đã quá suy yếu, không thể tiến lên được. Ngày 12 tháng 7, quân đoàn bộ binh 31 và lực lượng còn lại của các quân đoàn cơ giới 9 và 22 thuộc tập đoàn quân 5 (Liên Xô) mới mở được mũi đột kích vào Makhlevsk (Mykhailiuchka) nhưng đến lúc này cuộc tấn công đã không còn ý nghĩa vì quân Đức đã đẩy lùi được đòn đột kích của quân đoàn cơ giới 4. Sau ba ngày đối phó với hai cuộc đột kích của quân đội Liên Xô, xe tăng Đức tiếp tục tiến về Kiev.
Do tập trung các lực lượng mạnh nhất vào phòng thủ chính diện Kiev, Bộ tư lệnh Phương diện quân Tây Nam (Liên Xô) đã để hở một khoảng trống giữa tập đoàn quân 6 và cụm phòng thủ Kiev tại Tây Bắc Fastov. Trên khu vực này chỉ có đoàn biên phòng 94 và các trung đoàn cơ giới 6 và 16 phòng thủ trên trận tuyến dài đến 70 km từ Skrahlivka đến Scotsita (Skvyra). Sau gần một tuần bị kìm chân tại khu vực Berdichev, ngày 14 tháng 7, tướng Paul Kleist đã phát hiện ra lỗ hổng này và mở cuộc đột kích của hai quân đoàn xe tăng 9 và 14 vào đây và tiến về hướng Popelnya, đẩy cánh phải của tập đoàn quân 6 (Liên Xô) khỏi ngoại vi Berdichev, buộc tập đoàn quân này phải lùi về hướng Đông Nam, đến gần Uman.
Phát hiện các quân đoàn xe tăng Đức rẽ xuống Đông Nam, ngày 15 tháng 7, tướng M. P. Kirponos hạ lệnh tập kích từ ba phía vào các quân đoàn xe tăng Đức. Quân đoàn cơ giới 16 từ Kazatin đánh về Zhitomir; tập đoàn quân 5 và quân đoàn bộ binh 27 từ phía Bắc qua Brusilov đến Zhitomir; quân đoàn kỵ binh 5 và quân đoàn bộ binh 6 từ phía Nam đánh lên Brusilov và Popelnya.
Ngày 17 tháng 7, các cuộc tấn công này đã bị các lực lượng mạnh hơn của các quân đoàn xe tăng 11, 15 và quân đoàn cơ giới 48 (Đức) chặn lại. Quân đoàn xe tăng 11 (Đức) đã vây bọc được quân đoàn cơ giới 16 (Liên Xô) tại khu vực Kazatin. Quân đoàn bộ binh 27 (Liên Xô) buộc phải bỏ Belaya Cherkov. Quân đoàn xe tăng 9 và quân đoàn cơ giới 13 (Đức) vòng qua Belaya Cherkov tiến về Vinnitsa. Các quân đoàn xe tăng 14 và 15 (Đức) chọc thủ trận tuyến phòng thủ của tập đoàn quân 12 (Liên Xô) tại bốn nơi từ Zhmerynka đến Vinnitsa. Tập đoàn quân 26 (Liên Xô) đang phải đối phó với các cuộc đột kích liên tục của quân đoàn xe tăng 11 và quân đoàn cơ giới 48 (Đức) đã không thể hỗ trợ cho các tập đoàn quân 6 và 12 bịt lại các đột phá khẩu. Đến ngày 18 tháng 7, khi các tập đoàn quân 6 và 12 đã kiệt quệ thì Bộ Tổng tư lệnh quân đội Liên Xô mới ra lệnh cho họ trong ba ngày phải rút lui về phía Đông đến tuyến Tetiev (Tetiiv) - Kytaigorod trên đoạn đường dài từ 60 đến 90 km. Chính mệnh lệnh tai hại này đã khiến cho hai tập đoàn quân 6 và 12 bị tước đi cơ hội rút về phía Nam để hội quân với phương diện quân Nam, biện pháp hữu hiệu nhằm tránh đòn bao vây tiêu diệt của quân Đức.
Sáng 19 tháng 7, Phương diện quân Tây Nam tiếp tục tổ chức một cuộc phản công mới gồm một bộ phận của tập đoàn quân 5, quân đoàn bộ binh 27, quân đoàn bộ binh 64 (thuộc tập đoàn quân 26) và quân đoàn kỵ binh 5 theo các hướng đến Zhitomir, Cherniakhov, Radomyshl, Tarasa (Tsarevka) nhằm bị cửa mở, khôi phục chính diện mặt trận buộc các đơn vị xe tăng của tướng Paul Kleist phải dừng lại để đối phó. Tuy nhiên, không như Bộ tư lệnh phương diện quân Tây Nam dự kiến, các quân đoàn xe tăng của tướng Paul Kleist không dừng lại. Bộ tư lệnh cụm tập đoàn quân Nam đã điều động quân đoàn cơ giới 48, quân đoàn xe tăng 11 và quân đoàn xe tăng 3 (thuộc tập đoàn quân 6) đối phó có hiệu quả với 4 quân đoàn Liên Xô, giải tỏa áp lực phía sau cho các lực lượng cơ bản của tập đoàn quân xe tăng 1 lúc này đã vượt qua Zhmerynka. Các tập đoàn quân 6 và 12 (Liên Xô) không thể rút về phái Đông do bị 2 quân đoàn xe tăng Đức chặn đường đã phải lùi xuống hướng Đông Nam và ngày càng bị tách rời khỏi chủ lực của Phương diện quân Tây Nam.
Bộ tư lệnh Cụm tập đoàn quân Nam (Đức) nhận thấy cần phải làm suy yếu tập đoàn quân 26 (Liên Xô) đang là nguy cơ de dọa phía sau tập đoàn quân xe tăng 1 (Đức). Ngày 21 tháng 7, tướng Franz Halder, Tổng tham mưu trưởng lục quân Đức viết:
| “               | Khi tập đoàn quân 26 Nga đang hoạt động ở phía Nam Kiev còn chưa bị đánh tan thì chưa thể giao nhiệm vụ cho tập đoàn quân xe tăng 1 tiến xuống phía Nam. | ” |
| — Franz Halder, | |   |

Ngày 25 tháng 7, Bộ tư lệnh Cụm tập đoàn quân Nam (Đức) sử dụng quân đoàn cơ giới 3, quân đoàn bộ binh 23 (tập đoàn quân 6) và quân đoàn cơ giới 48 (tập đoàn quân xe tăng 1) tấn công tập đoàn quân 26 (Liên Xô) trên toàn bộ chính diện. Mũi tấn công chính nhằm vào quân đoàn bộ binh 6 và quân đoàn kỵ binh 5 đang giữ các bàn đạp phía Đông và Đông Nam Belaya Cherkov, buộc các đơn vị này phải lui quân sang bên kia sông Ross. Trước nguy cơ quân Đức có thể vượt sông Dnepr đột phá Kiev từ phía Nam và không có cách nào để liên lạc và hỗ trợ cho hai tập đoàn quân 6 và 12 đang rút lui, ngày 26 tháng 7, nguyên soái S. M. Budionny gửi điện khẩn cho Tổng tham mưu trưởng quân đội Liên Xô:
| “                 | Mọi ý định rút về phía Đông và Đông Bắc của các tập đoàn quân 6 và 12 đều không thể thực hiện được. Tình thế đòi hỏi họ phải rút nhanh về hướng Đông Nam để hội quân với Phương diện quân Nam và phải rút họ về khu vực Talnoye, Khristinovka, Uman. | ” |
| — S. M. Budionny, | |   |

Để tạo điều kiện cho Phương diện quân Tây Nam rảnh tay đối phó với các cuộc tấn công của quân Đức vào Kiev và giữ được thành phố, G. K. Zhukov, tổng tham mưu trưởng quân đội Liên Xô đã đề nghị và được I. V. Stalin phê chuẩn đề nghị này. Tuy nhiên, đã là quá muộn để các tập đoàn quân 6 và 12 có thể nối được liên lạc với Phương diện quân Nam. Phối hợp với cánh quân xe tăng của tướng Paul Kleist, từ ngày 20 tháng 7, tập đoàn quân dã chiến 17 (Đức) do tướng Karl-Heinrich von Stülpnagel chỉ huy có thêm quân đoàn cơ giới Hungary phối hợp đã đi vòng qua Bolty (Balti) tiến về phía Tây Uman. Từ phía Tây Nam, tướng Eugen Ritter von Schobert chỉ huy tập đoàn quân 11 (Đức) và cả tập đoàn quân Romania 3 phối thuộc cũng mở mũi đột kích vào tập đoàn quân 18 (thuộc Phương diện quân Nam - Liên Xô) và tiến nhanh đến khu vực phía Nam Uman. Đến ngày 2 tháng 8, tập đoàn quân 18 (Liên Xô) bị đánh bật khỏi Uman. Thất bại của tập đoàn quân 18 tại khu vực phía Nam Uman báo hiệu sự bắt đầu của thảm họa tại Uman đối với hai tập đoàn quân 6 và 12 của Liên Xô.

### Chiến sự tại Uman đầu tháng 8 năm 1941
Ngày 2 tháng 8 năm 1941, vòng vây của quân Đức đã hoàn tất với việc Tập đoàn quân xe tăng 1 (Đức) và các đơn vị cảnh vệ cơ giới của Tập đoàn quân dã chiến 17 gặp nhau ở phía Đông Nam Uman. Vòng vây càng lúc càng khép chặt và được củng cố khi Sư đoàn thiết giáp 16 và Quân đoàn cơ giới Hungary "Gyorshadtest" gặp nhau vào ngày hôm sau. Cho đến ngày 8 tháng 8 năm 1941, sự kháng cự của Hồng quân về cơ bản đã chấm dứt. Lực lượng còn lại của 18 sư đoàn thuộc các tập đoàn quân 6 và 12 (Liên Xô) đã nằm trọn trong vòng vây. Đêm ngày 8 rạng ngày 9 tháng 8, trong một trận đột kích táo bạo vào phía Đông Nam Uman, quân đoàn bộ binh 55 thuộc tập đoàn quân 18 (Liên Xô) đã giải cứu một phần lực lượng bị vây gồm quân đoàn bộ binh 2, sư đoàn bộ binh 139; các đơn vị hậu cần, sở chỉ huy tập đoàn quân 12. Nguồn tư liệu của Đức sau chiến tranh cho rằng có 10 vạn 3 nghìn quân Liên Xô bị bắt làm tù binh trong trận Uman, bao gồm các sĩ quan chỉ huy của Tập đoàn quân số 6 và số 12, bốn chỉ huy cấp quân đoàn và 11 chỉ huy cấp sư đoàn. Trong khi đó, các tài liệu của Nga hiện nay cho rằng, có không quá 76.000 quân Liên Xô bị vây và bị bắt tại Uman.
Theo các tài liệu tổng kết của Bộ Tổng tham mưu quân đội Nga hiện nay, ngoài các trung tướng I. N. Muzychenko và P. G. Ponedelin, tư lệnh hai tập đoàn quân bị bắt làm tù binh, còn có các sĩ quan chỉ huy khác cùng bị bắt gồm:
- Tư lệnh quân đoàn bộ binh 49, tướng S. Y. Ogurtsov.
- Tư lệnh quân đoàn bộ binh 13, tướng N. K. Kirillov.
- Tư lệnh quân đoàn bộ binh 8, tướng M. G. Snegov.
- Tư lệnh quân đoàn cơ giới 16, tướng A. V. Sokolov.
- Tư lệnh sư đoàn Donnest 80, tướng V. I. Prokhorov.
- Tư lệnh sư đoàn bảo vệ 192, đại tá V. I. Shvechnikov.

Các sĩ quan chỉ huy tử trận gồm có:
- Tư lệnh sư đoàn xe tăng 44 đại tá V.P. Krymov.
- Tư lệnh sư đoàn xe tăng 8, đại tá P. S. Fotchenkov.
- Tư lệnh quân đoàn cơ giới 24, thiếu tướng V. I. Chistyakov

Các tù binh Liên Xô sau cuộc chiến đã được đưa vào một trại tập trung gần thị trấn Uman, thường gọi là "Địa ngục Umanskaya" (уманская яма). Do điều kiện sống thấp kém, nhiều người đã chết. Trong các cuộc trấn áp tại trại, sĩ quan Đức và các lính canh đã bắn tất cả tù binh là người Do thái, chính uỷ, chính trị viên, những người bị thương nặng và kiệt sức.

## Đánh giá và ảnh hưởng

### Đánh giá
Bộ Tổng tư lệnh tối cao quân đội Liên Xô và Bộ tư lệnh Phương diện quân Tây Nam đã phán đoán sai lầm về hướng tấn công chính của quân Đức và quá tập trung chú ý vào việc giữ Kiev. Ngay cả đến ngày 25 tháng 7, khi Cánh bắc của Cụm tập đoàn quân Nam (Đức) mở cuộc tấn công vào tập đoàn quân 26, họ vẫn cho rằng quân Đức đang cố tiến tới các bến vượt sông Dnepr giữa Kiev và Cherkasy nhằm chuẩn bị cho đòn công kích vào Kiev và một đòn tấn công nhằm vào khu vực công nghiệp Donbass. Bộ tư lệnh phương diên quân Tây Nam và kể cả S. M. Budionny đã phạm sai lầm khi đánh giá thấp về nguy cơ bị bao vây của các Tập đoàn quân 6 và 12 khi tập đoàn quân xe 1 Đức đã đột phá vào Fastov và Belaya Cherkov. Lệnh rút quân theo hướng Đông ngày 18 tháng 7 năm 1941 của Đại bản doanh Bộ tổng tư lệnh tối cao khi chưa nắm được tình hình tập đoàn quân xe tăng 1 Đức đã tiến vào Vinnitsa, phía sau các tập đoàn quân 6 và 12 đã tước đi cơ hội thoát vây nhanh nhất của hai tập đoàn quân này về hướng Phương diện quân Nam. Việc rút quân chỉ theo một trục dọc đã dần dần buộc các lực lượng của hai tập đoàn quân Liên Xô ngày càng tụ lại ở một vị trí càng lúc càng chật hẹp, trong đó Bộ Tư lệnh của hai tập đoàn quân phải đóng chung trong thị trấn Podvisokoye (Pohrebysche) (Подвысокое).
Cho đến nhiều năm sau chiến tranh, người ta vẫn còn tranh cãi về trách nhiệm của Bộ tư lệnh phương diện quân Tây Nam và cả của Bộ tổng tư lệnh tối cao quân đội Liên Xô về việc chuyển thuộc các tập đoàn quân 6 và 12 cho Phương diện quân Nam mà không có mệnh lệnh phối hợp chỉ huy trong khi tình trạng của hai tập đoàn quân này đã quá kiệt quệ. G. K. Zhukov cho rằng xét về chiến thuật, việc điều chuyển là cần thiết vì Phương diện quân Tây Nam đã hoàn toàn không thể điều khiển được hai tập đoàn quân này, vốn đã bị tách rời khỏi chủ lực phương diện quân bởi một tập đoàn quân xe tăng Đức nêm vào giữa họ. Về chiến lược, tập đoàn quân 17 đã chuyển hướng tác chiến sang phía Nam trong khi Phương diện quân Tây Nam chỉ có tập đoàn quân 9 và tập đoàn quân 18 mới thành lập (chỉ gồm 4 sư đoàn) không thể đối phó lại với hai tập đoàn quân 11 và 17 Đức được tăng cường thêm tập đoàn quân 3 Romania và quân đoàn cơ giới Hungary.. Còn nguyên soái I. Kh. Bagramian (khi đó là đại tá, trưởng phòng tác chiến Phương diện quân Tây Nam) thì cho rằng: nếu vẫn để các tập đoàn quân 6 và 12 thuộc Phương diện quân Tây Nam, tình hình còn tồi tệ hơn vì không có cuộc tấn công táo bạo của tập đoàn quân 18 vào cuối cuộc bao vây, sẽ không có việc một số đơn vị của tập đoàn quân 12 thoát vây.

### Ảnh hưởng
Việc hợp vây và đánh bại các tập đoàn quân 6 và 12 (Liên Xô) đã làm sụp đổ một mảng lớn trận tuyến phòng ngự cánh Nam của Phương diện quân Tây Nam. Hai tập đoàn quân bị tiêu diệt chiếm 30% quân số và phương tiện của phương diện quân Tây Nam. Sau khi loại bỏ được nguy cơ đe dọa tập kích từ phía Nam của quân đội Liên Xô, tập đoàn quân xe tăng 1 (Đức) đã có thể nhanh chóng chiếm lĩnh các bến vượt sông Dnepr, phối hợp với tập đoàn quân xe tăng 2 (Đức) từ Gomel tiến xuống để hợp vây một cụm quân Liên Xô còn lớn hơn đang đóng tại khu vực Kiev. Tập đoàn quân 17 đã có thể triển khai tấn công vào Donbass, yểm hộ cánh phải cho tập đoàn quân 11 tấn công Krym, đẩy trận tuyến vào sâu thêm từ 200 đến 300 km trong lãnh thổ Liên Xô. Mục tiêu tấn công bán đảo Krym giờ đây giao cho các lực lượng bộ binh dã chiến: đây là lần đầu tiên Hitler thay đổi các mục tiêu chiến lược mà y giao cho các Cụm Tập đoàn quân Đức.
Do sự thay đổi trọng điểm tấn công của Tập đoàn quân xe tăng 1 (Đức), Bộ Tổng tư lệnh tối cao Liên Xô đã tận dụng thời gian gián đoạn tấn công của quân Đức tại cánh cực Nam để thiết lập lại mặt trận với lực lượng của Tập đoàn quân độc lập Duyên hải số 9 và tái cơ cấu lại các đơn vị bị tiêu diệt trong trận Uman để củng cố lại cánh Nam của mặt trận Xô-Đức. Họ cũng tận dụng cơ hội này để điều động các lực lượng dự bị gồm các tập đoàn quân 37 và 56 từ các quân khu nằm sâu bên trong lãnh thổ Liên Xô, kéo tập đoàn quân 38 về bảo vệ Kiev đang bị uy hiếp nặng nề và vùng công nghiệp Donbas đang đứng trước nguy cơ bị quân đội Đức Quốc xã tấn công từ hướng Tây Nam.